# Inkhil
Inkhil (arabiska: انخل) är en ort i Syrien.   Den ligger i provinsen Dar'a, i den sydvästra delen av landet, 60 kilometer söder om huvudstaden Damaskus. Inkhil ligger 623 meter över havet och antalet invånare är 29 076.
Terrängen runt Inkhil är platt. Närmaste större samhälle är Jāsim, 6,9 kilometer väster om Inkhil. 
Trakten runt Inkhil består till största delen av jordbruksmark. Runt Inkhil är det ganska tätbefolkat, med 214 invånare per kvadratkilometer.